# Essex (Ontario)
Essex ist der Verwaltungssitz von Essex County im Südosten von Ontario in Kanada mit 20.427 Einwohnern (Stand: 2016).

## Lage
Essex liegt etwa 25 km südöstlich von Detroit. Zum Lake St. Clair im Norden und zum Eriesee im Süden sind es jeweils ca. 20 km.

## Gemeinde
Als Station des Talbot Trails wuchs Essex in der letzten Hälfte des 19. Jahrhunderts deutlich an und erreichte den Stadtstatus im Jahre 1890. Essex wurde am 1. April 1999 durch den Zusammenschluss der Gemeinden von Essex, Harrow und Colchester (Nord Colchester und Süd Colchester) geschaffen. Die Gesamtgemeinde besteht aus den Gemeinden
| - Ambassador Beach, - Barretville, - Belcreft Beach, - Colchester, - Edgars, - Essex Centre, - Gesto, | - Harrow, - Klie's Beach, - Leslies Corner, - Levergood Beach, - Lypps Beach, - Marshfield, | - McGregor, - New Canaan, - Oxley, - Paquette Corners, - Seymour Beach und - Vereker |

## Ereignisse
Durch unsachgemäße Lagerung von Nitroglyzerin ereignete sich am 10. August 1907 am Bahnhof von Essex (Michigan Central Station) eine verheerende Explosion, deren Schockwellen sogar in einigen Teilen Michigans zu spüren waren. Um 9:50 Uhr explodierte ein Waggon mit 5.000 Pfund Nitroglyzerin. Die Trümmer des Bahnhofes flogen bis zu 600 Meter weit. Es gab zwei Tote, zahlreiche Verletzte und einen Sachschaden von etwa 250.000 Dollar.

## Söhne und Töchter der Stadt
- Bruce Crowder (* 1957), Eishockeyspieler und -trainer